# Maison Qavam
La Maison Qavam ou Narendjestan-e Ghavam est une résidence historique et traditionnelle persane 
située à Chiraz en Iran, près de la médersa du Khan.
Elle fut érigée entre 1879 et 1886 par Mirza Ibrahim Khan, un descendant de la riche et puissante famille Qavam. La famille Qavam était constituée de 
marchands originaires de Qazvin, ils devinrent influents sous la Dynastie Zand qui régna de 1750 à 1794.
Cette résidence reflète l'élégance et le raffinement communs à la haute société persane durant le XIXe siècle. Les tableaux et les plafonds du Narenjestan sont directement inspirés de l'
architecture victorienne.
Le porche aux miroirs est une des principales pièces de la maison, elle possède un point de vue sur le petit jardin, composé 
de fontaines, de palmiers et de fleurs.
Pendant la seconde ère Pahlavi, la résidence fit office de siège pour l'Institut de l'Asie, dirigé 
par Arthur Upham Pope et Richard Nelson Frye, dont la famille du dernier vécut au sein de 
l'édifice.
Aujourd'hui, la résidence est un musée ouvert au public.

## Galerie

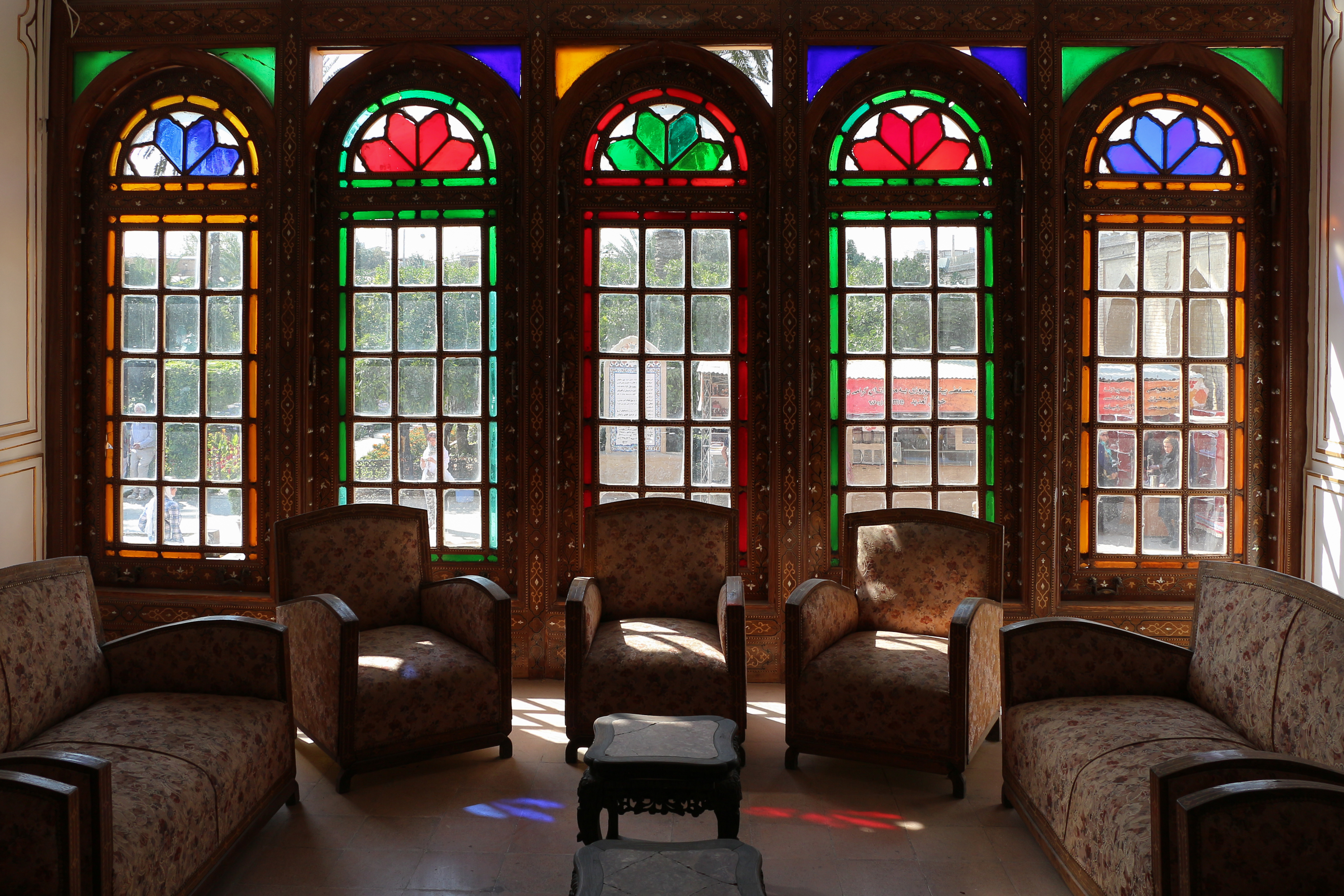
Vue intérieure.
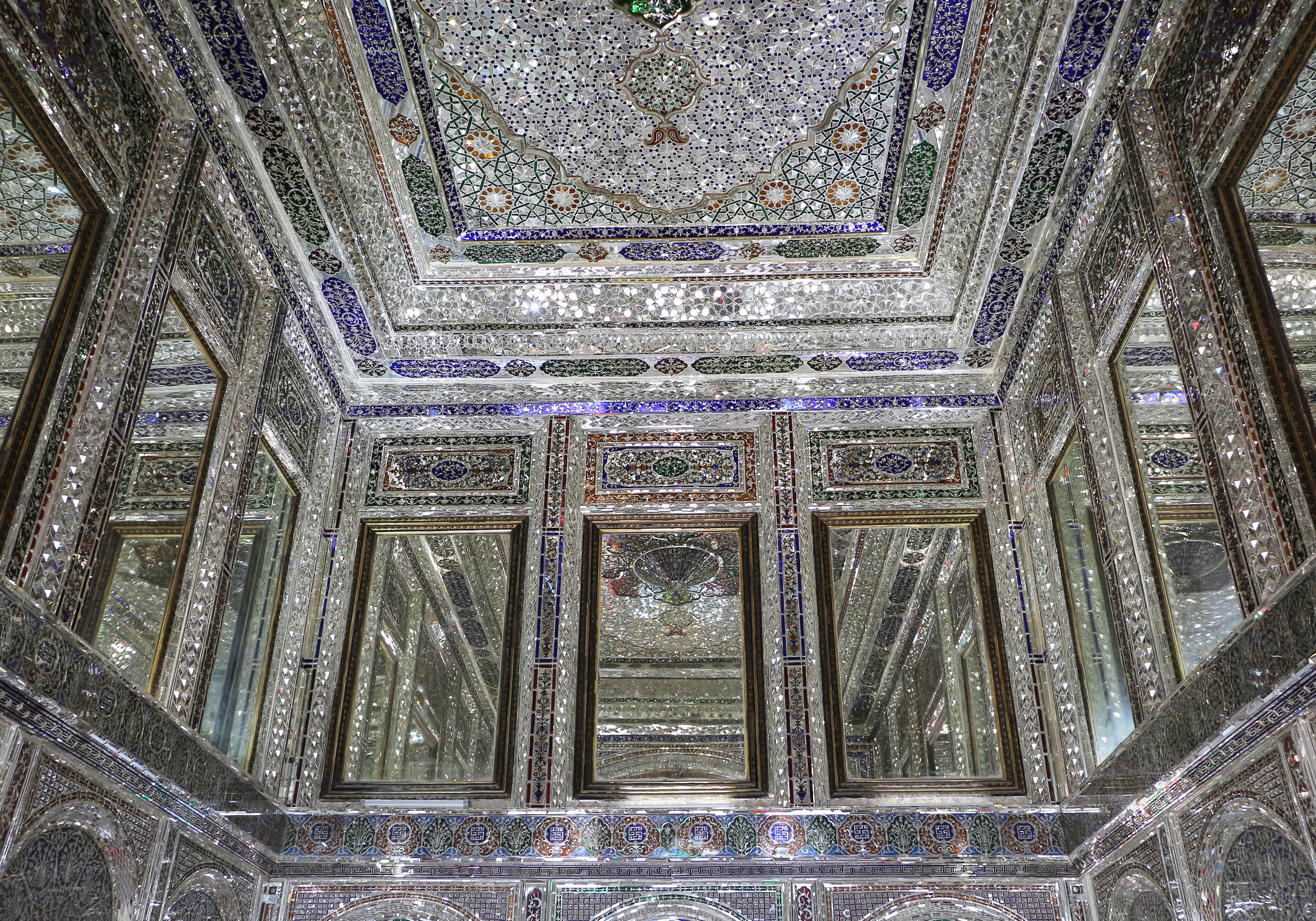
Vue intérieure.
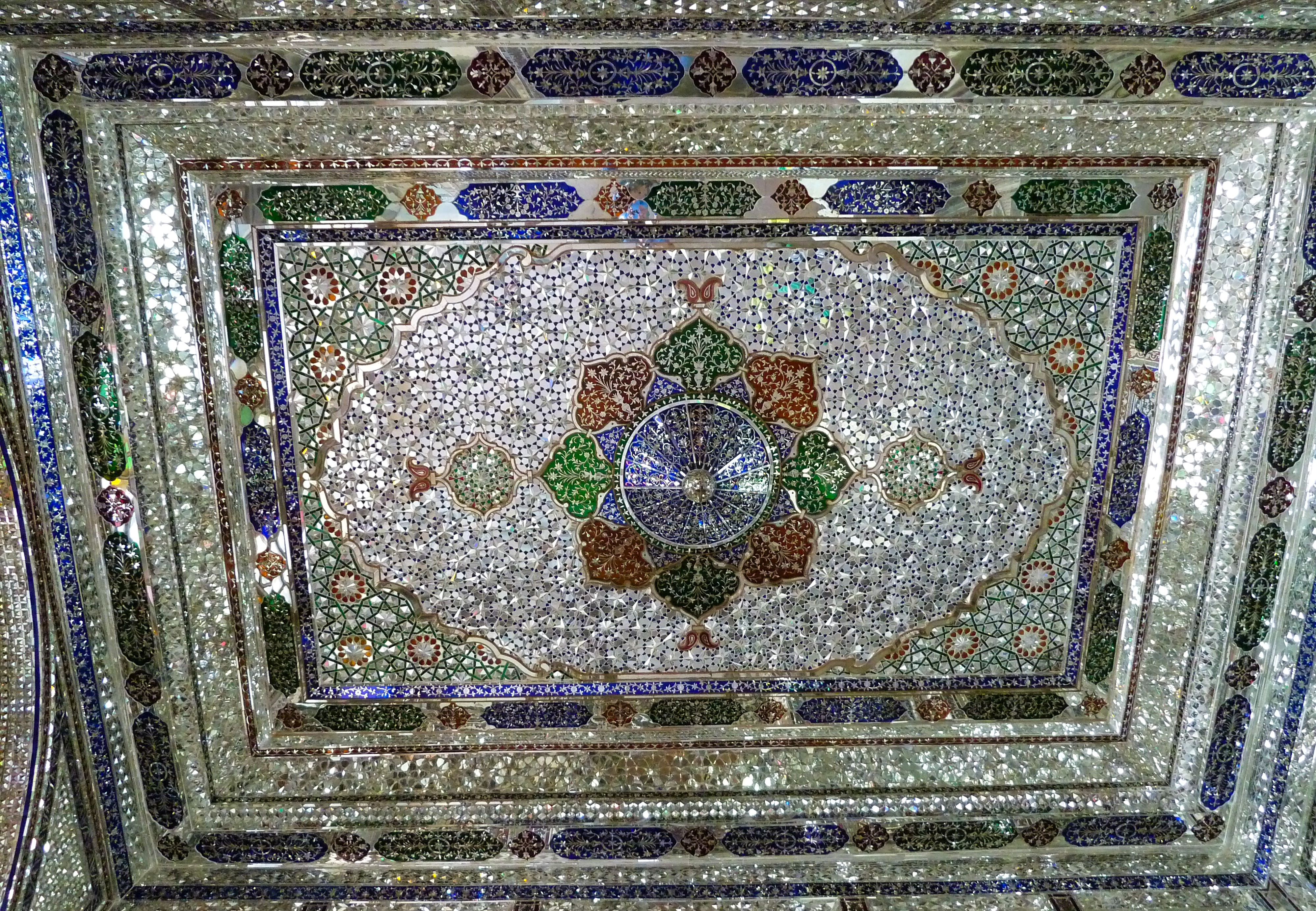
Plafond.
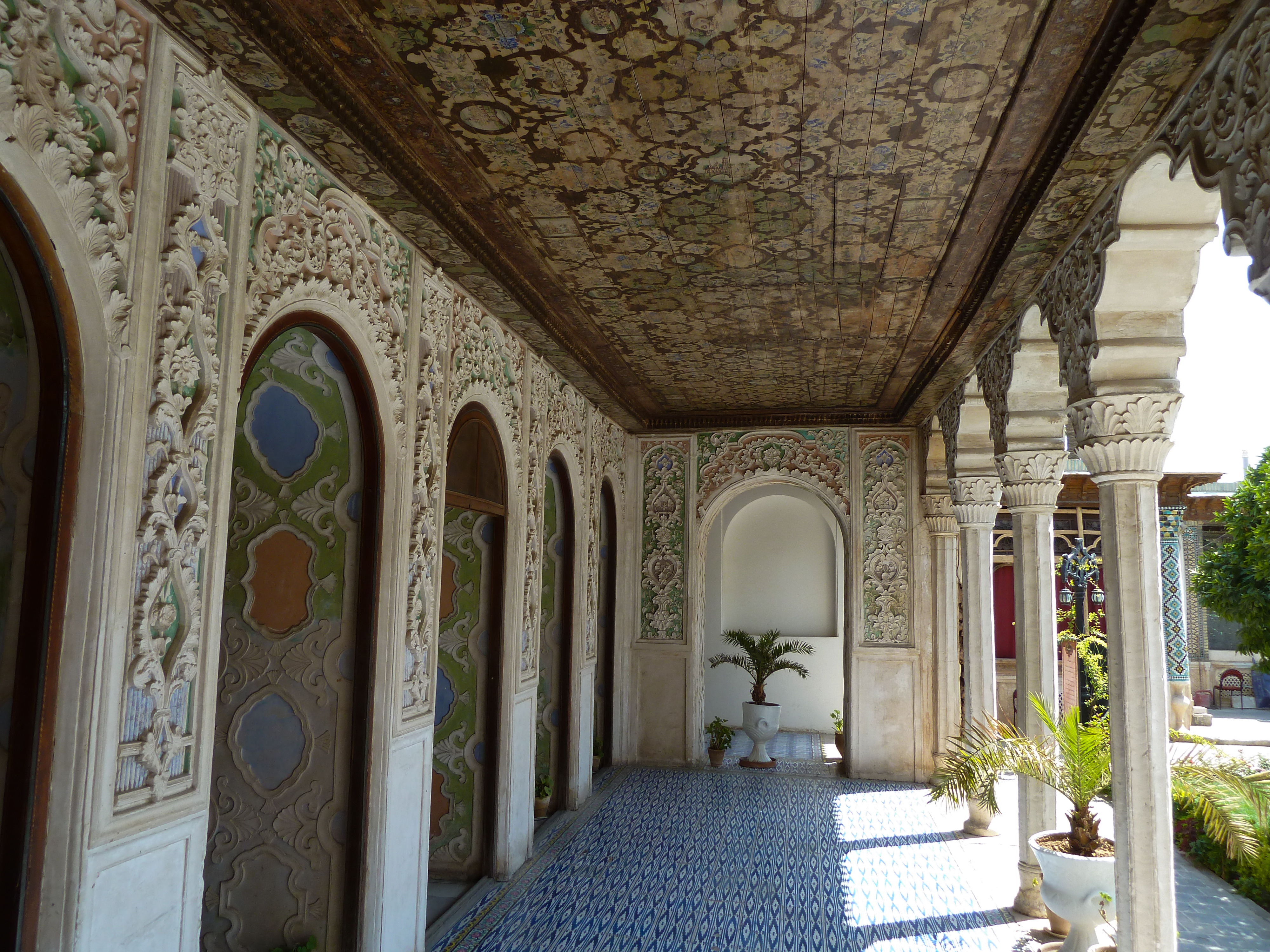
Colonnade.
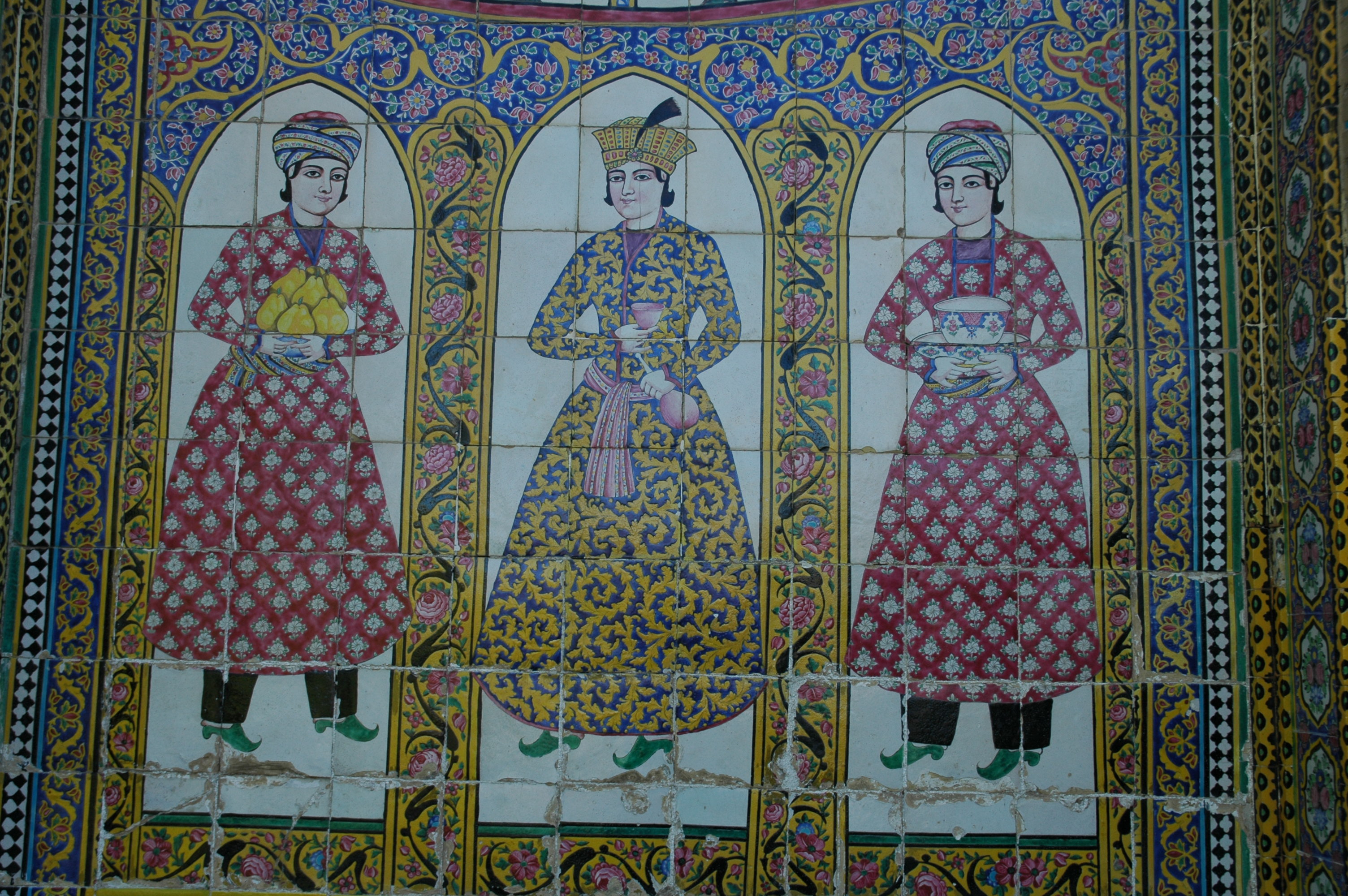
Intérieurs de la Maison Qavam
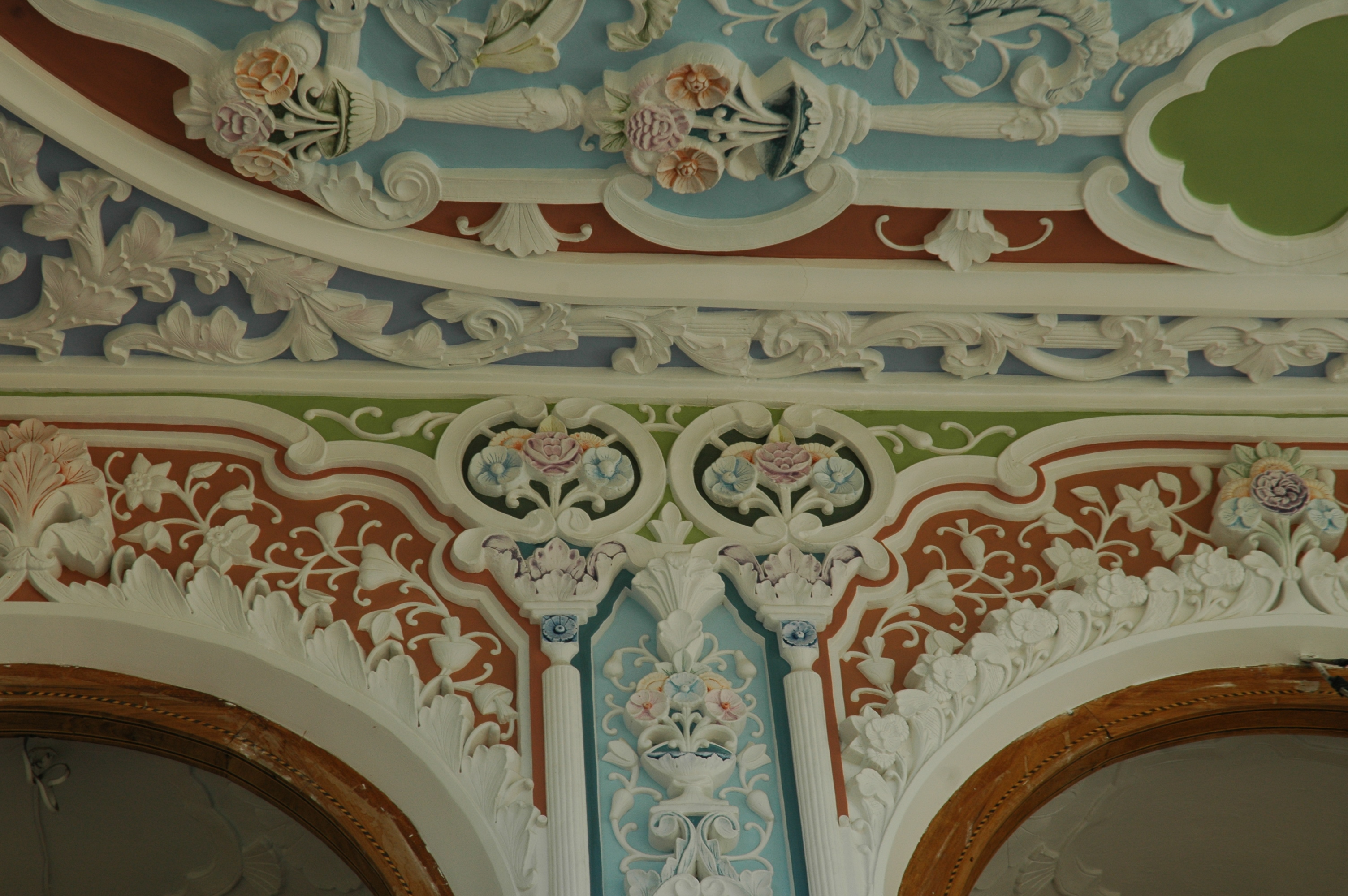
Intérieurs de la Maison Qavam
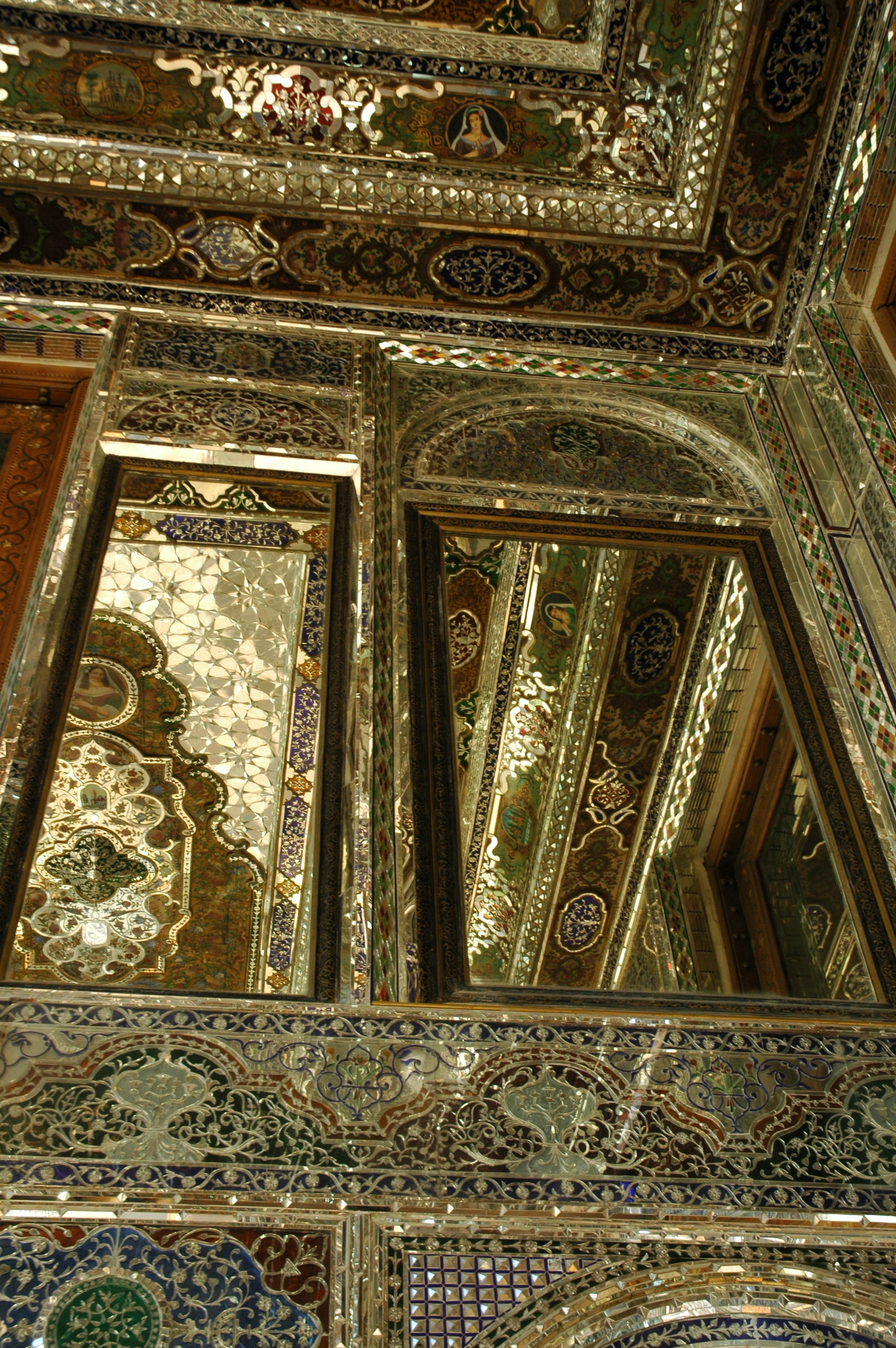
Intérieurs de la Maison Qavam
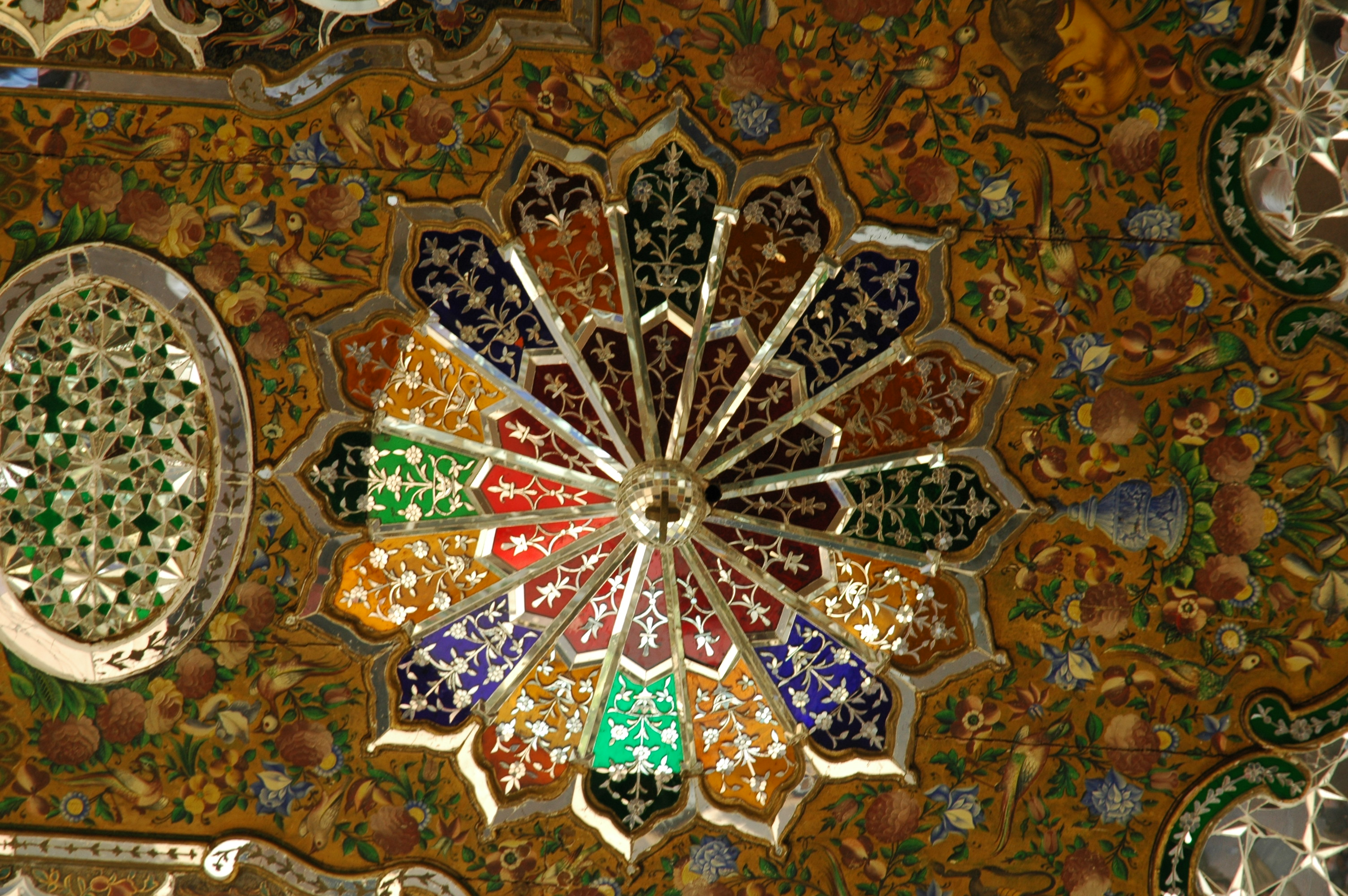
Intérieurs de la Maison Qavam
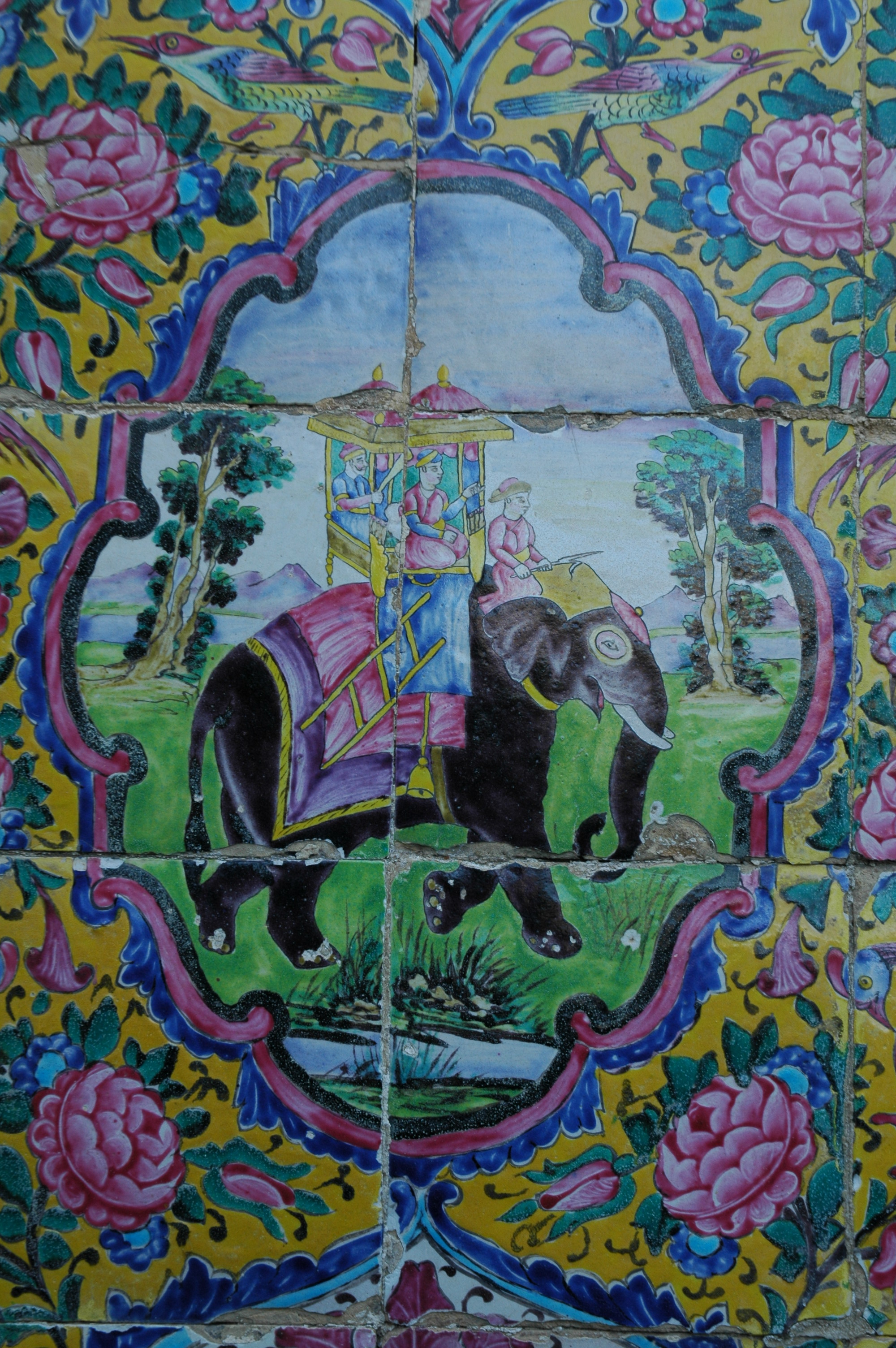
Intérieurs de la Maison Qavam
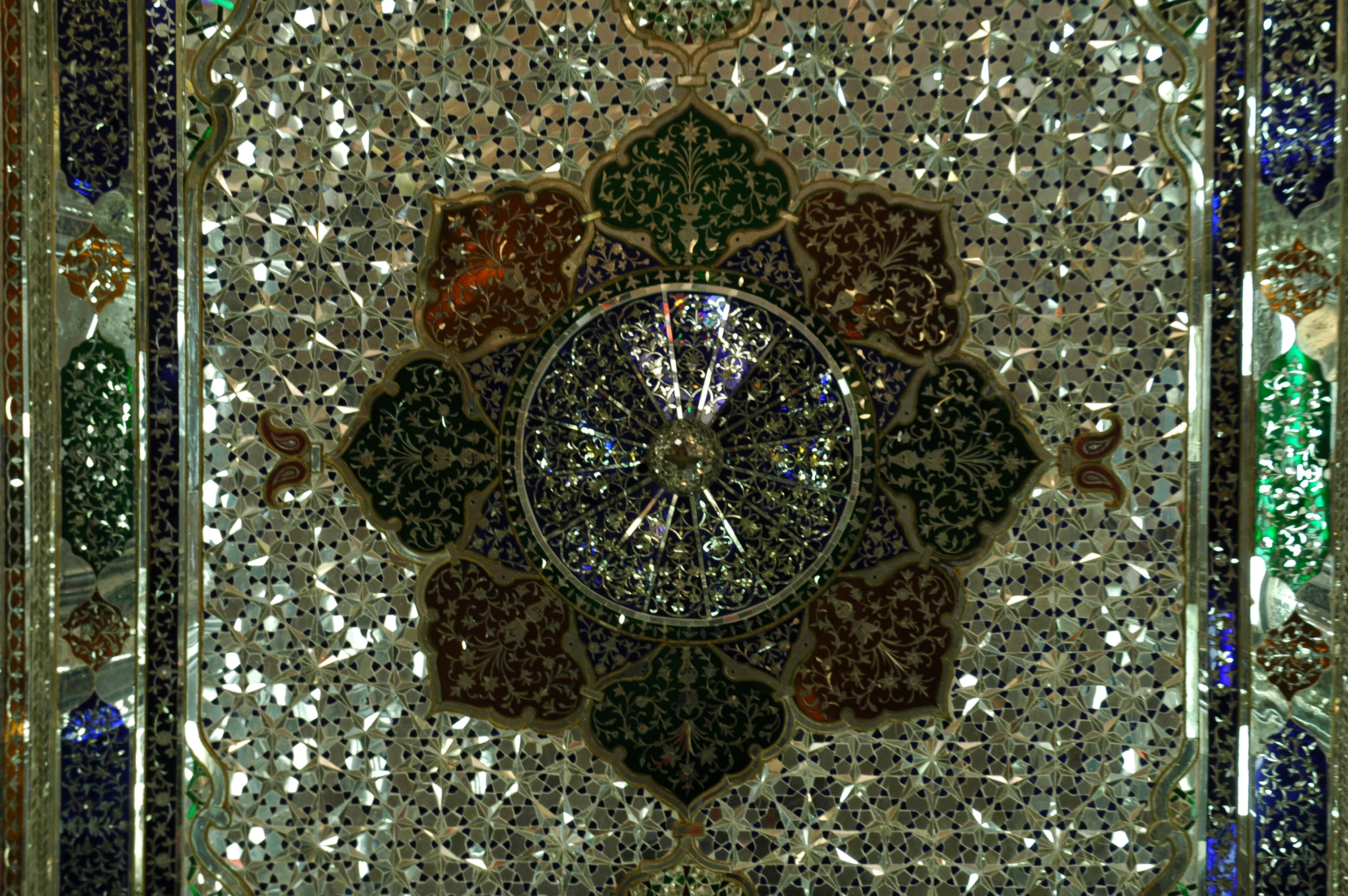
Intérieurs de la Maison Qavam